# Parafia św. Jakuba Starszego Apostoła w Kotuszowie
Parafia świętego Jakuba Starszego Apostoła w Kotuszowie – parafia rzymskokatolicka, znajdująca się w diecezji sandomierskiej, w dekanacie Staszów.